# مردان‌لی
مردان‌لی (ترکی آذربایجانی: Mərdanlı) یک منطقهٔ مسکونی در جمهوری آرتساخ است که در استان کاشاتاق واقع شده‌است.